# Denticnema namaqua
Denticnema namaqua är en skalbaggsart som beskrevs av Dombrow 1999. Denticnema namaqua ingår i släktet Denticnema och familjen Melolonthidae. Inga underarter finns listade i Catalogue of Life.